# Grafheuvel (Grootebroek)
De in Grootebroek gelegen grafheuvel aan de Overstort is een grafheuvel uit de Bronstijd (circa 1600  v. Chr.  tot  circa 800 v. Chr.). De grafheuvel ligt net ten zuiden van het lint van de Noord-Hollandse plaats Grootebroek, gemeente Stede Broec. De heuvel werd op 25 november 1975 aangewezen als rijksmonument. De heuvel, en een strook van 10 meter er rondom, is beschermd als zogenaamd archeologisch rijksmonument. Om de heuvel te markeren voor het publiek, staat er op de top een beeld van een cheeta. Dit beeld heet Cheeta in volle ren. Om de heuvel lagen ooit twee ringsloten, wat hun functie was is niet duidelijk. Zij hadden een diameter van 18 en 29 meter. In 2014 werd op initiatief van Oud Stede Broec een informatiebord bij onder andere dit grafmonument geplaatst. Ook bij de andere grafheuvels in de gemeente en bij de resten van een molen kwamen informatieborden te staan.